# Théorème de Riemann-Roch
 (février 2012).
Si vous disposez d'ouvrages ou d'articles de référence ou si vous connaissez des sites web de qualité traitant du thème abordé ici, merci de compléter l'article en donnant les références utiles à sa vérifiabilité et en les liant à la section « Notes et références ».
En mathématiques, le théorème de Riemann-Roch est un résultat d'analyse complexe et de géométrie algébrique.
Originellement, il répond au problème de la recherche de l'existence de fonctions méromorphes sur une surface de Riemann {\displaystyle S} donnée, sous la contrainte de pôles de multiplicité imposée en certains points. Par exemple, sous sa forme faible, le théorème énonce que pour {\displaystyle m} points donnés, l'espace (vectoriel) des fonctions méromorphes sur {\displaystyle S} ayant au plus un pôle du premier ordre en ces points et holomorphes ailleurs est de dimension finie sur ℂ plus grande que {\displaystyle m-g+1}, où {\displaystyle g} est le genre de la surface.
Initialement prouvé par Riemann en 1857  sous le nom d'inégalité de Riemann, le théorème prend sa forme actuelle sur les surfaces de Riemann après les travaux de son étudiant, Gustav Roch en 1865. Il a ensuite été généralisé aux courbes algébriques, aux variétés de dimensions (en) supérieures et au-delà.

## Notions préliminaires
Une surface de Riemann {\displaystyle X} est un espace topologique qui est localement homéomorphe à un ouvert de {\displaystyle \mathbb {C} }, l'ensemble des nombres complexes, et dont les applications de changement de cartes doivent être biholomorphes. Cette dernière condition permet de traduire les notions de fonction holomorphe et méromorphe de l'analyse complexe en la surface {\displaystyle X}. Dans le cadre du théorème de Riemann-Roch, la surface est toujours supposée compacte.

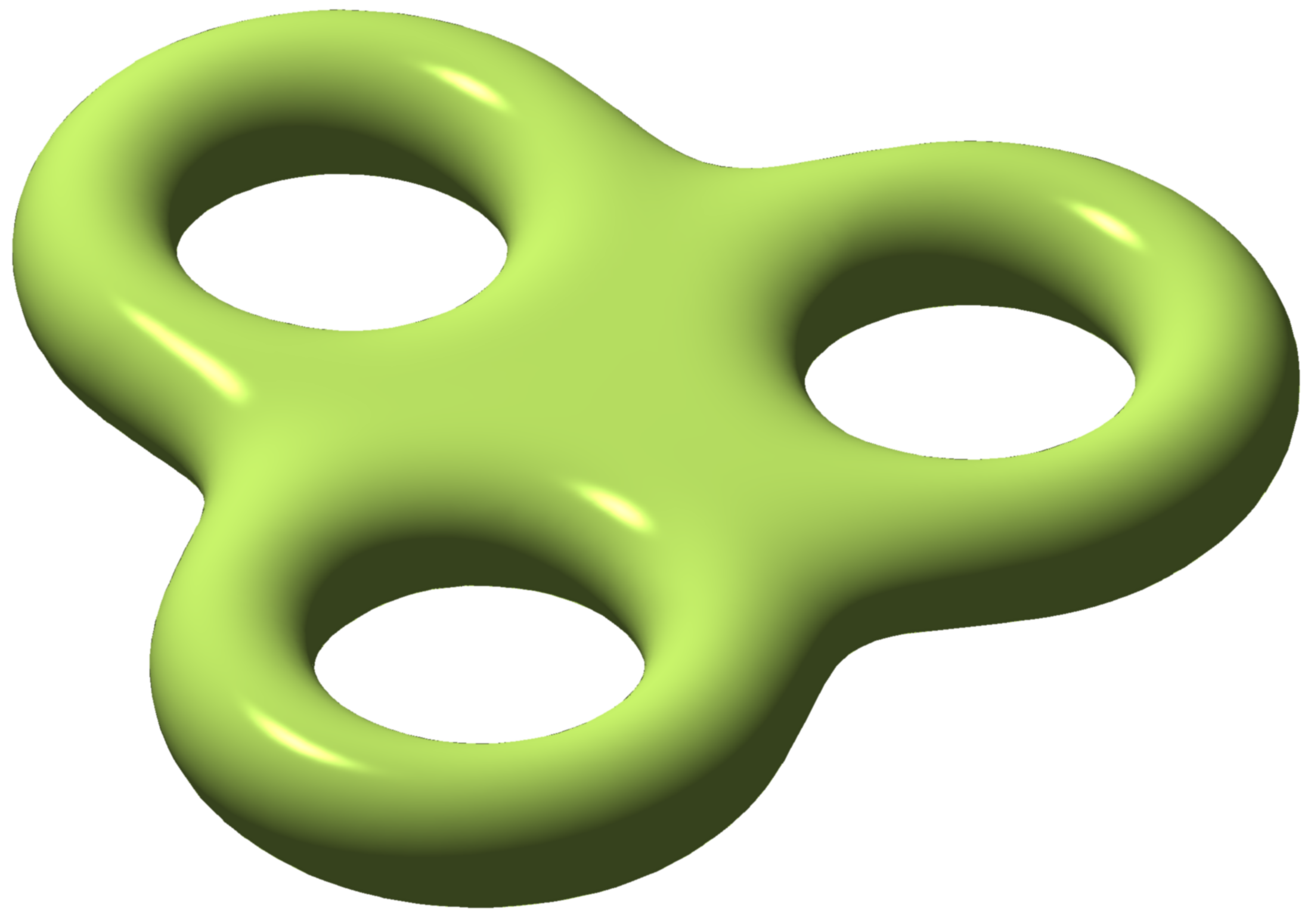
Exemple de surface de Riemann de genre 3.

Intuitivement, le genre d'une surface de Riemann est le nombre d'anses (ou de « trous », selon le point de vue). Plus précisément, le genre est défini comme la moitié du premier nombre de Betti, c.-à-d. la moitié de la {\displaystyle \mathbb {C} }-dimension du premier groupe d'homologie, {\displaystyle H_{1}(X,\mathbb {C} )}. Le genre caractérise les surfaces de Riemann compactes à homéomorphisme près, c'est-à-dire que deux surfaces de ce type sont homéomorphes si et seulement si elles ont même genre. Le genre est donc un invariant topologique important d'une surface de Riemann. D'autre part, la théorie de Hodge montre que le genre coïncide avec la {\displaystyle \mathbb {C} }-dimension de l'espace des formes holomorphes sur {\displaystyle X}. Ainsi le genre fournit également des informations du point de vue de l'analyse complexe sur la surface de Riemann.
Un diviseur {\displaystyle D} est un élément du groupe abélien libre sur les points de la surface. De manière équivalente, un diviseur est une combinaison linéaire finie de points de la surface avec des coefficients entiers.
Pour chaque fonction méromorphe, on a un diviseur, noté {\displaystyle (f)}, défini comme :
{\displaystyle (f):=\sum _{z_{\nu }\in R(f)}s_{\nu }z_{\nu }}
où {\displaystyle R(f)} est l'ensemble des zéros et pôles de {\displaystyle f}, et {\displaystyle s_{\nu }} est donné par :
{\displaystyle s_{\nu }:={\begin{cases}a&{\text{si }}z_{\nu }{\text{ est un zero d'ordre }}a\\-a&{\text{si }}z_{\nu }{\text{ est un pôle d'ordre }}a.\end{cases}}}
Comme {\displaystyle X} est compact et qu'une fonction holomorphe (non nulle) n'a pas de point d'accumulation, l'ensemble {\displaystyle R(f)} est fini. Ainsi {\displaystyle (f)} est bien défini. Chaque diviseur de cette forme est appelé diviseur principal. Deux diviseurs sont appelés linéairement équivalents si leur différence est un diviseur principal. On définit de la même manière le diviseur d'une forme différentielle de degré un. Deux formes méromorphes de degré un quelconques seront linéairement équivalentes, de sorte que le diviseur canonique est déterminé de manière unique à l'équivalence linéaire près (d'où "le" diviseur canonique).
Le symbole {\displaystyle \deg(D)} désigne le degré (parfois aussi appelé indice) du diviseur {\displaystyle D}, c'est-à-dire la somme des coefficients apparaissant dans {\displaystyle D}. On peut montrer que le diviseur d'une fonction méromorphe quelconque est toujours de degré 0, donc le degré d'un diviseur ne dépend que de sa classe d'équivalence linéaire.
Le nombre {\displaystyle \ell (D)} est la quantité qui nous intéresse : la dimension (sur {\displaystyle \mathbb {C} }) de l'espace vectoriel des fonctions méromorphes {\displaystyle h} sur la surface, telles que tous les coefficients de {\displaystyle (h)+D} sont positifs ou nuls. Intuitivement, nous pouvons considérer qu'il s'agit de toutes les fonctions méromorphes dont les pôles en chaque point ne sont pas plus mauvais que le coefficient correspondant dans {\displaystyle D} ; si le coefficient dans {\displaystyle D} en {\displaystyle z} est négatif, alors nous exigeons que {\displaystyle h} ait un zéro d'au moins cette multiplicité en {\displaystyle z} - si le coefficient dans {\displaystyle D} est positif, {\displaystyle h} peut avoir un pôle d'au plus cet ordre. Les espaces vectoriels des diviseurs linéairement équivalents sont naturellement isomorphes par multiplication avec la fonction méromorphe globale (qui est bien définie à un scalaire près).

## Énoncé
Soit {\displaystyle S} une courbe algébrique projective non singulière sur un corps {\displaystyle k}. Pour tout point (fermé) {\displaystyle x\in S} et pour toute fonction rationnelle {\displaystyle f} sur {\displaystyle S}, notons {\displaystyle v_{x}(f)} l'ordre de {\displaystyle f} en {\displaystyle x} : c'est l'ordre du zéro de {\displaystyle f} en {\displaystyle x} si elle est régulière et s'annule en {\displaystyle x}; il est nul si {\displaystyle f} est régulière et inversible en {\displaystyle x} ; et c'est l'opposé de l'ordre du pôle de {\displaystyle f} si {\displaystyle x} est un pôle de {\displaystyle f}.
Soit {\displaystyle D=\sum _{i}a_{i}[x_{i}]} un diviseur sur {\displaystyle S} et soit {\displaystyle \Delta } un diviseur canonique (c'est-à-dire associé à une forme différentielle). Si l'on appelle {\displaystyle l(D)} la dimension du {\displaystyle k}-espace vectoriel formé des fonctions rationnelles sur {\displaystyle S} telles que {\displaystyle v_{x_{i}}(f)\geq -a_{i}} pour tout {\displaystyle i}, alors on a :
où {\displaystyle g} est le genre de la courbe {\displaystyle S}, défini comme étant {\displaystyle l(\Delta )}.
Ce théorème peut être interprété comme un calcul de caractéristique d'Euler-Poincaré pour cette situation. Il en existe de nombreuses démonstrations et généralisations.